# Lantanophaga pusillidactyla
Lantanophaga pusillidactyla (tên tiếng Anh: Lantana Plume Moth) là một loài bướm đêm thuộc họ Pterophoridae. Nó là loài bản địa phía nam Hoa Kỳ, México, Caribbe và Nam Mỹ. Nó được tình cờ du nhập vào Úc vào năm 1936 và hiện có ở từ Sydney đến Cairns dọc theo bờ biển. Nó đã được du nhập vào Hawaii năm 1902, Pohnpei năm 1948 và Palau và 1960 để kiểm soát sinh vật. 
Sải cánh dài 11–14 mm.
Con trưởng thành ăn hoa và đẻ trứng trong đầu hoa. Ấu trùng ăn Lantana camara, Lantana montevidensis, Lantana hispida, Lantana peduncularis, Lantana indica, Lantana involucrata, Lippia alba, Phyla nodiflora, Phyla lanceolata, Caperonia palustris, Mentha và Utricularia.

## Hình ảnh

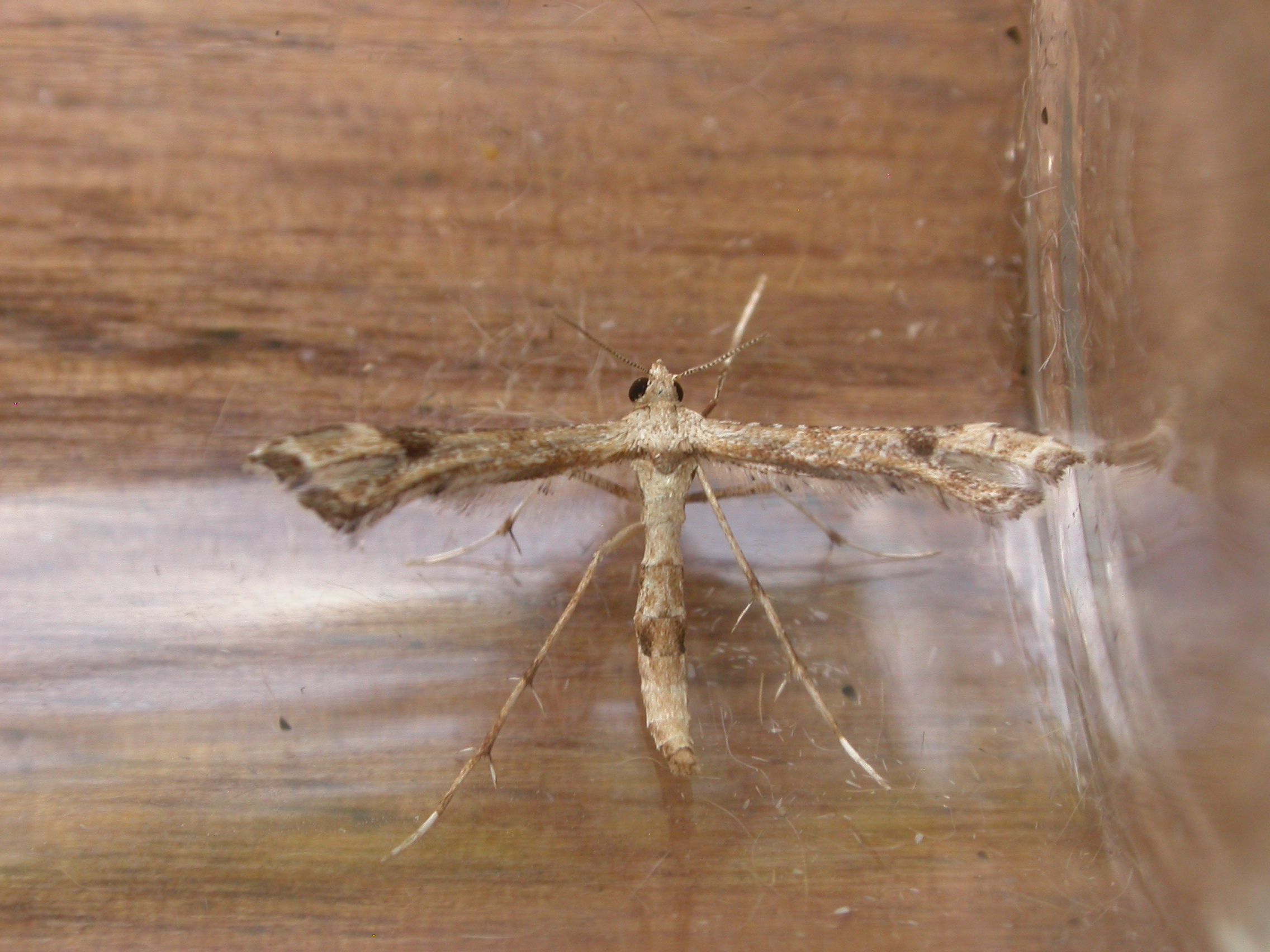